# Oberholz (Waldgebiet in Sachsen)

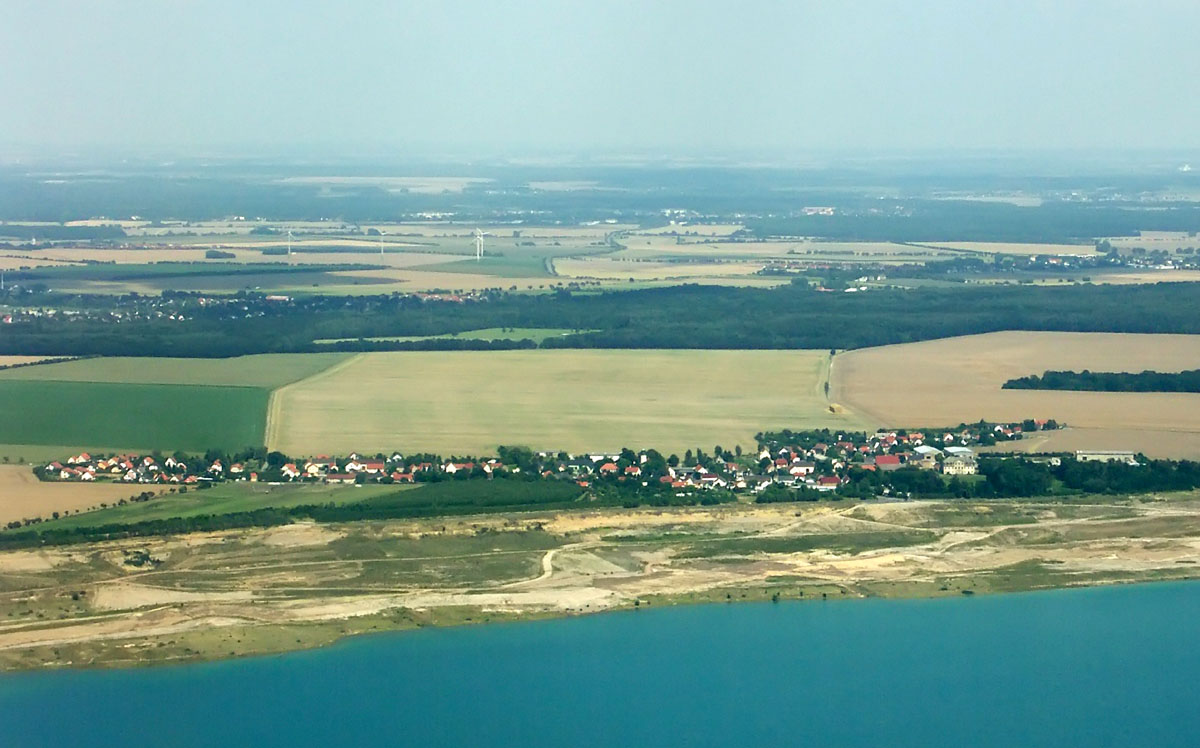
Das Oberholz von Westen gesehen. Im Vordergrund Störmthal und der Störmthaler See, links am Oberholz Großpösna

Das Oberholz auf einer Karte von 1907

Das Oberholz ist eine Waldfläche auf dem Gebiet der Gemeinde Großpösna im Landkreis Leipzig. Den gleichen Namen tragen auch ein angrenzendes Siedlungsteil von Großpösna und ein Haltepunkt der Bahnstrecke Leipzig–Geithain.

## Geographie
Das etwa 600 Hektar große Waldgebiet liegt südlich von Großpösna auf der Liebertwolkwitzer Grundmoränenplatte. Die Entfernung zu dem nordwestlich liegenden Leipzig beträgt etwa 14 Kilometer. Die das Oberholz umgebenden Orte sind im Uhrzeigersinn von Großpösna aus beginnend Threna, Belgershain, Oelzschau, Pötzschau, Dreiskau-Muckern und Störmthal.
Das Oberholz liegt auf der Wasserscheide zwischen der Parthe und der Pleiße in einer Höhe von 150–160 Meter NN. Entwässert wird es nach Norden durch den Pösgraben, der über Ochsengraben und Threne in Zweenfurth in die Parthe mündet. Nach Süden sind es der Oberholzgraben, der (nicht immer wasserführend) bei Dahlitzsch in die Gösel mündet, und die Schlumper, die früher in Magdeborn in die Gösel mündete und heute in den Störmthaler See fließt.

## Geschichte
Überreste historischer Wallanlagen im nördlichen Teil des Oberholzes weisen auf eine frühe Besiedlung hin. Für 1393 wird auch ein bereits wüst gefallenes Dorf (Wüstalbrechtshain) erwähnt. Zu dieser Zeit gehörte ein Großteil des Oberholzes bereits dem Dominikanerkloster Leipzig.  Im Zuge der Reformation wurde das Kloster aufgehoben. Mit der Schenkung der Liegenschaften des Klosters durch Herzog Moritz von Sachsen an die Universität Leipzig am 22. April 1544 ging auch das Oberholz in deren Besitz über. Zunächst wurde der Wald von den Professoren der Universität nur zur Feuerholzgewinnung genutzt, im 18. Jahrhundert diente er aber auch schon zu deren Erholung. Mit Beginn des 19. Jahrhunderts ging man durch Neuanpflanzung gebrauchswerter Nutzgehölze zur gezielten Waldbewirtschaftung über. Am nordöstlichen Ende stand zu dieser Zeit bereits ein Forsthaus. Bis 1913 gab es einen Universitätsförster. Waldanteile besaßen auch die umliegenden Rittergüter. Nach 1945 wurde der Wald vom Staatlichen Forstwirtschaftsbetrieb Grimma verwaltet, und seit 1990 von den Forstämtern Leipzig und Naunhof.

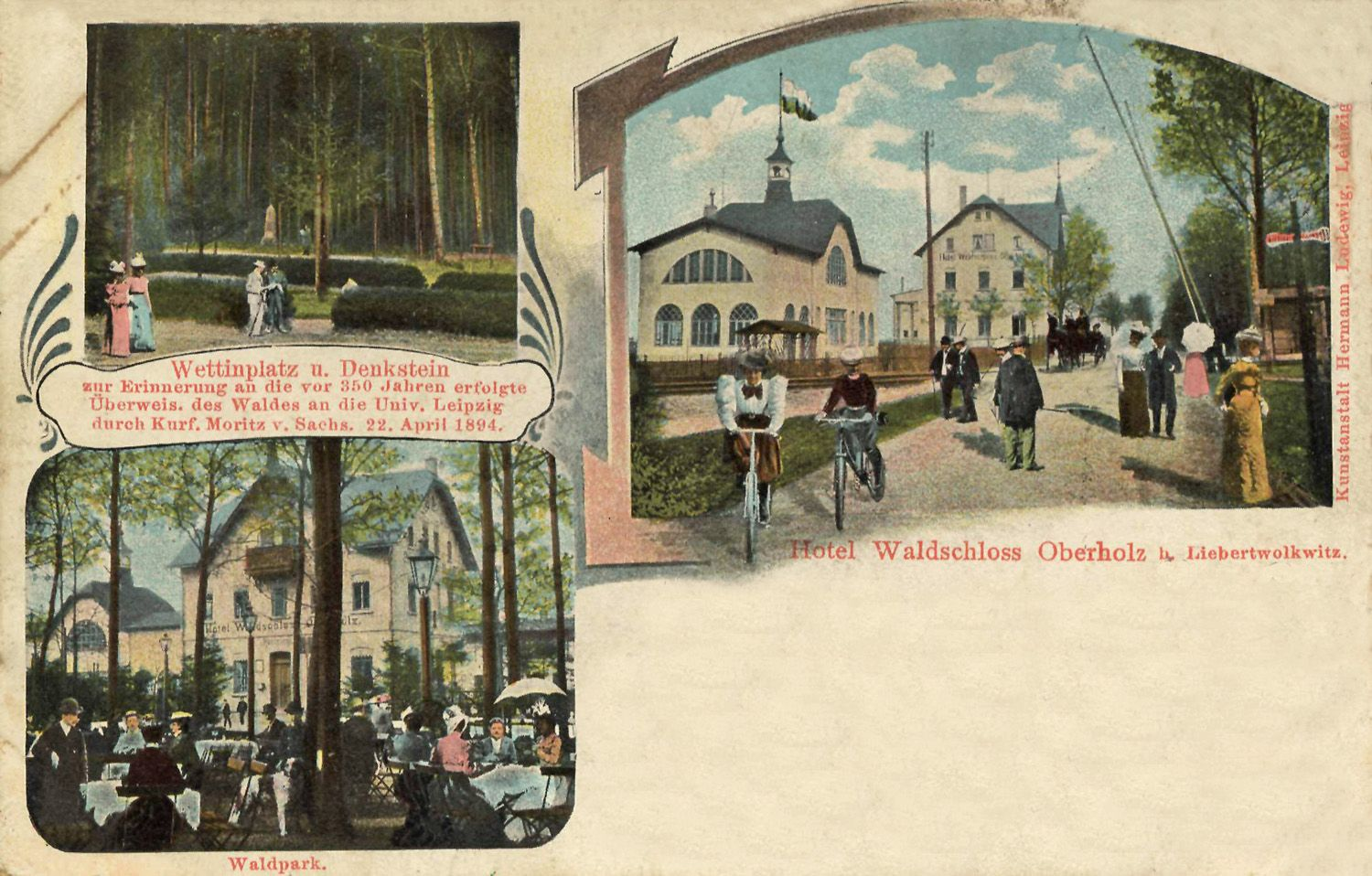
Ausflugsbetrieb im Oberholz um 1900

Die 1887 eröffnete Bahnstrecke Leipzig–Geithain tangierte das Oberholz, und ab dem 20. April 1893 gab es hier auch einen Haltepunkt. Das eröffnete den Leipzigern die Möglichkeit, das Oberholz leichter als bisher zu Ausflügen zu nutzen. Mit dem Hotel Waldschloss Oberholz entstand auch bald ein leistungsfähiger Gastronomiebetrieb in Stationsnähe. Anlässlich des 350. Jahrestages der Schenkung durch Herzog Moritz wurde ein Gedenkstein errichtet. Im ersten Drittel des 20. Jahrhunderts begann um die Bahnstation der Bau von Eigenheimen. Inzwischen ist der gesamte Bereich zwischen der Bahnlinie (Waldgrenze) und der Straße nach Grimma (S38) mit Wohnbauten ausgefüllt.
Am Oberholz entstand 1936 ein Drogistenlehrgarten, der ab 1948 dem Dezernat Volksbildung der Stadt Leipzig zugeordnet wurde und von da an der Ausbildung von Drogisten, Apothekern  und Diätköchen diente. Die Anlage mit Arznei- und Gewürzpflanzen, heutigen und nicht mehr gebräuchlichen, sowie in der Homöopathie verwendeten Pflanzen steht auch interessierten Besuchern offen.
Im Oberholz sind gegenwärtig mehrere Wanderwege markiert, darunter ein 7,5 Kilometer lange Natur- und Jagdlehrpfad. Nach einer Idee des Männerchores Großpösna wurden an einem „Pfad der Lieder“ 12 Tafeln mit Melodie und Text von Volksliedern aufgestellt sowie mit Informationen über den Komponisten.

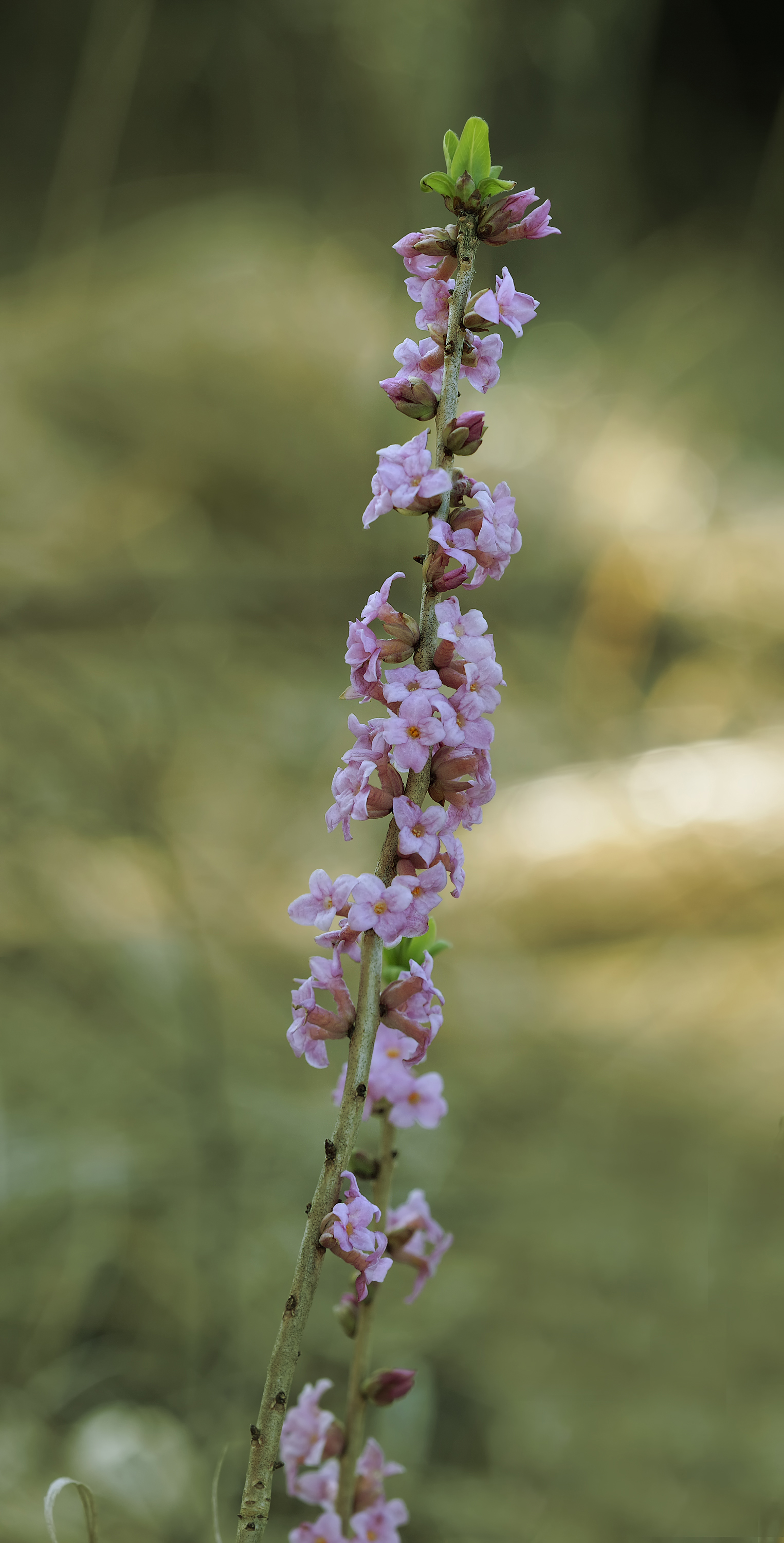
Blühender Seidelbast

## Natur
Das Oberholz ist ein Mischwald mit Nadel-, aber größeren Laubwaldanteilen. Insgesamt kommen 13 Baumarten vor. Die im 19. Jahrhundert allgemein betriebene Umstellung auf schneller wachsende Nadelbaumarten ist im Oberholz nur in geringem Maße erfolgt. Die großen lichtdurchlässigeren Laubholzanteile weisen in allen Höhen des Waldes, der Kronen-, Strauch-, Kraut- und Bodenschicht, eine große Artenvielfalt auf. Großflächig treten Scharbockskraut, Buschwindröschen, Lungenkraut, Sternmiere und Maiglöckchen auf. Am Pösgraben finden sich auch Aronstab und Bärlauch.
Drei Bereiche sind als Flächennaturdenkmale ausgewiesen. In einem solchen im nördlichen Teil ist der ursprüngliche „Stieleichen-Hainbuchenwald“ aber auch mit Linden, Eschen, Birken, Erlen und drei Ahornarten besonders gut erhalten. Das zweite ist in einem sumpfigen Erlenbruchwald das größte Seidelbastvorkommen in Sachsen. Das dritte gilt den Orchideen-Standorten auf den Feuchtwiesen der näheren Umgebung des Waldes. Das Breitblättriges Knabenkraut ist der wichtigste Vertreter. Es wachsen aber auch Schlüsselblumen, Sumpfdotterblume, Sumpfschwertlilie und Bachnelkenwurz.
Die Fauna ist in der für den Mischwald üblichen vollen Breite vertreten. Reh-, Dam- und Schwarzwild aber auch Fuchs, Dachs, Marder, Iltis und Wiesel kommen vor. Seit einigen Jahren werden immer wieder Wölfe gesichtet, seit 2020 gilt der Wolf im Oberholz als bestätigt. Von den zahlreichen Vogelarten seien hier nur der Rote und der Schwarze Milan aber auch mehrere Eulenarten genannt. Für Lurche und Reptilien sei auf 3300 Erdkröten verwiesen, die zu einer Laichwanderung 1994 gezählt wurden sowie die Bergmolche.

## Das Lehr- und Versuchsgut
Der Leiter des Landwirtschaftlichen Instituts der Universität Wilhelm Kirchner verlegte 1893 das Versuchsfeld des Instituts von Leipzig-Lindenau, wo städtebaulich Platz benötigt wurde, ans Oberholz in die Nähe der Försterei. Wohn- und Wirtschaftsgebäude wurden errichtet.  Nach Beseitigung von Schäden aus dem Zweiten Weltkrieg wurden ab 1951 kamen mehrere Neubauten hinzu. 1973 ging die Ackerfläche an die Kooperative Abteilung Pflanzenproduktion Wachau über. 1992 erfolgte die Rückgabe an das Universitätsgut. Unter Federführung der Veterinärmedizinischen Fakultät dient dieses nun der praktischen Ausbildung der Studierenden der Tiermedizin und als Versuchsbasis für die Veterinär- und Humanmedizinische Fakultät der Universität. Die Felderträge werden für die Versorgung die Kühe, Schweine, Schafe und Pferde sowie einer Damwildherde des Gutes genutzt.

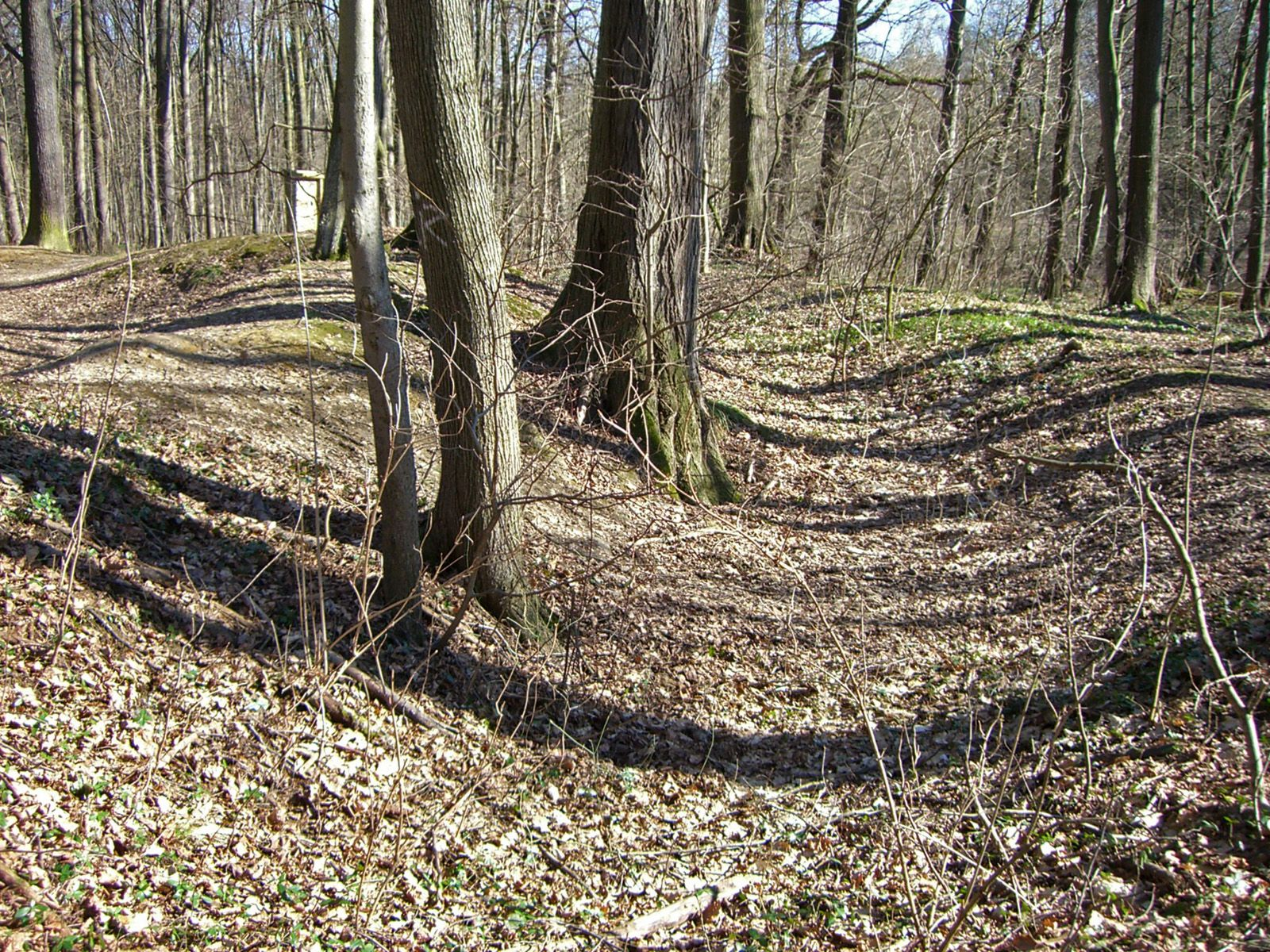
Historische Wallanlage
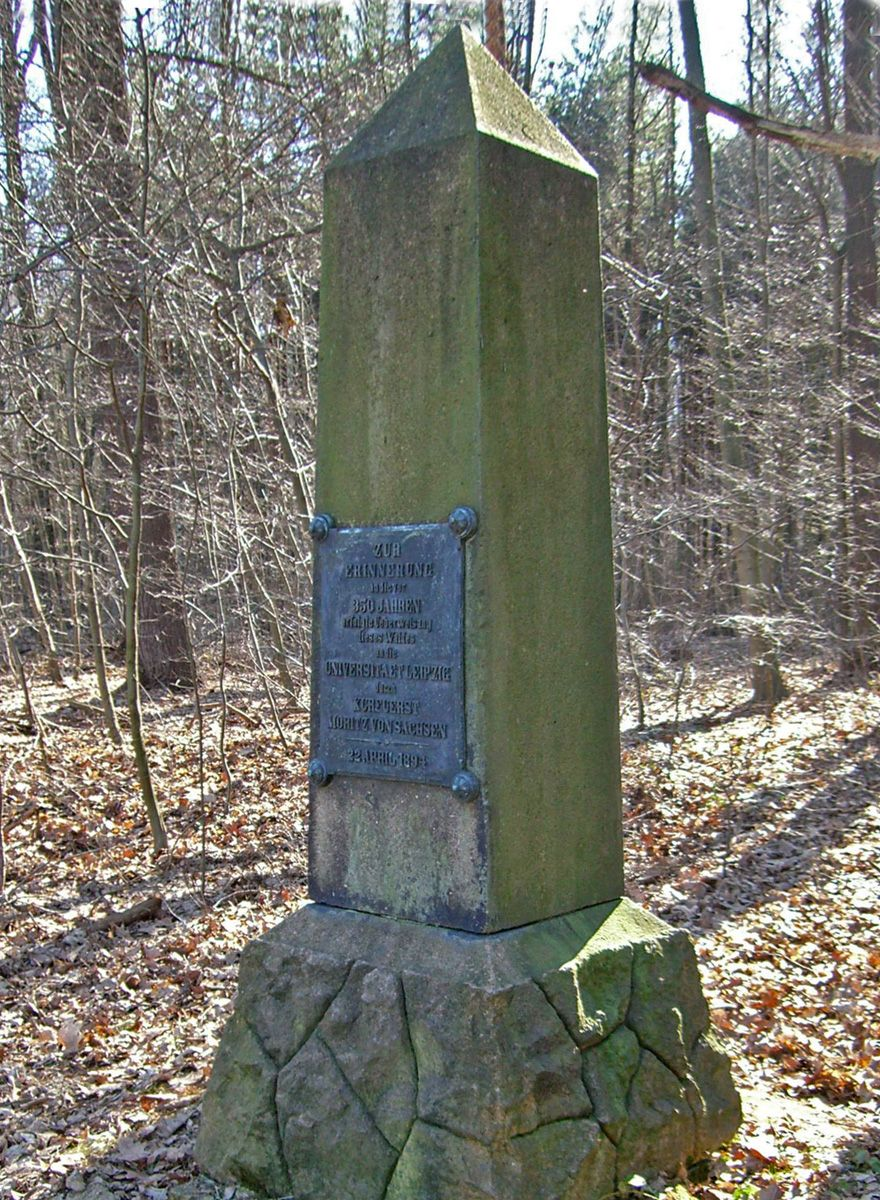
Säule zum 350. Jahrestag der Schenkung durch Moritz von Sachsen
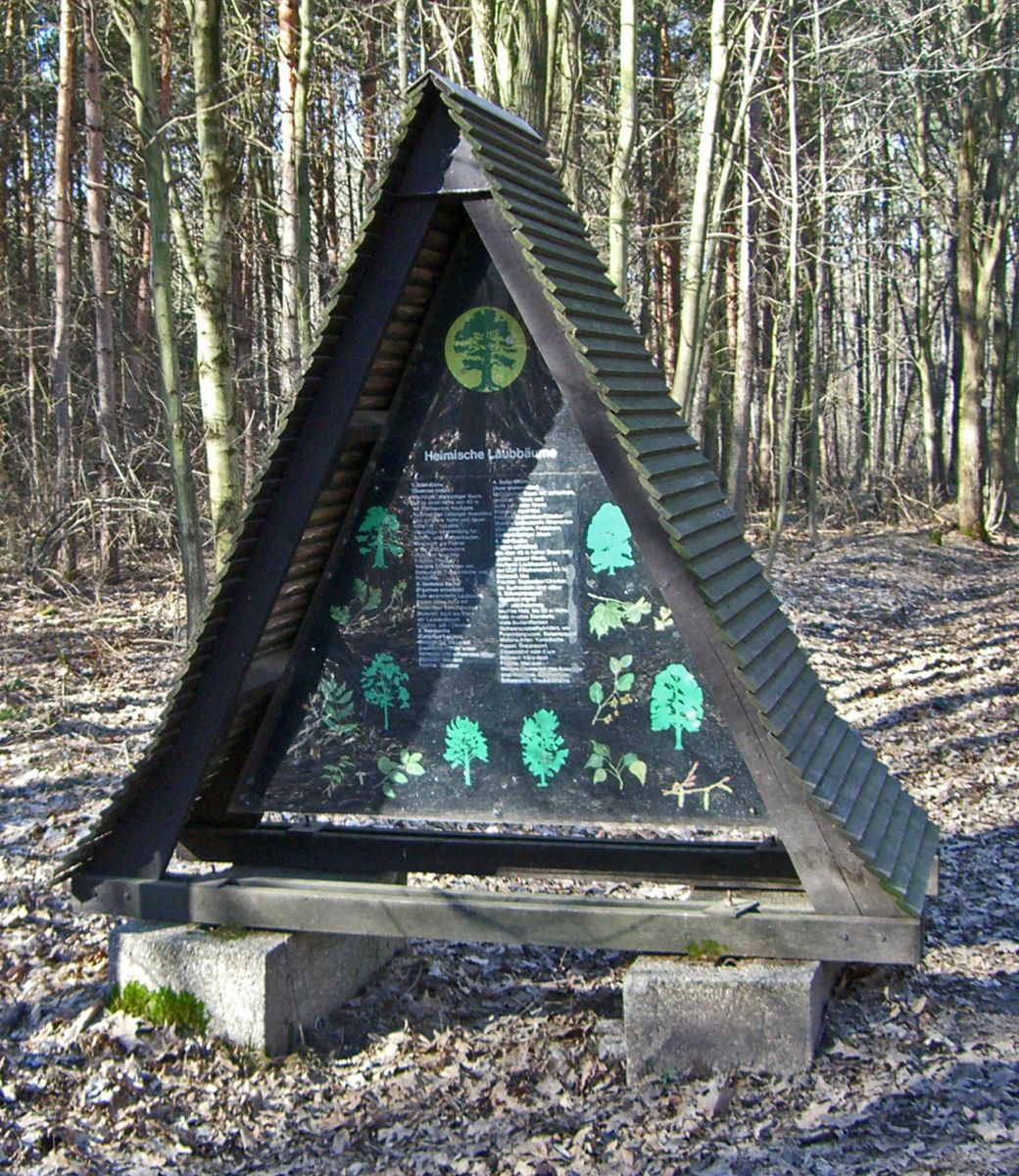
Station am Naturlehrpfad
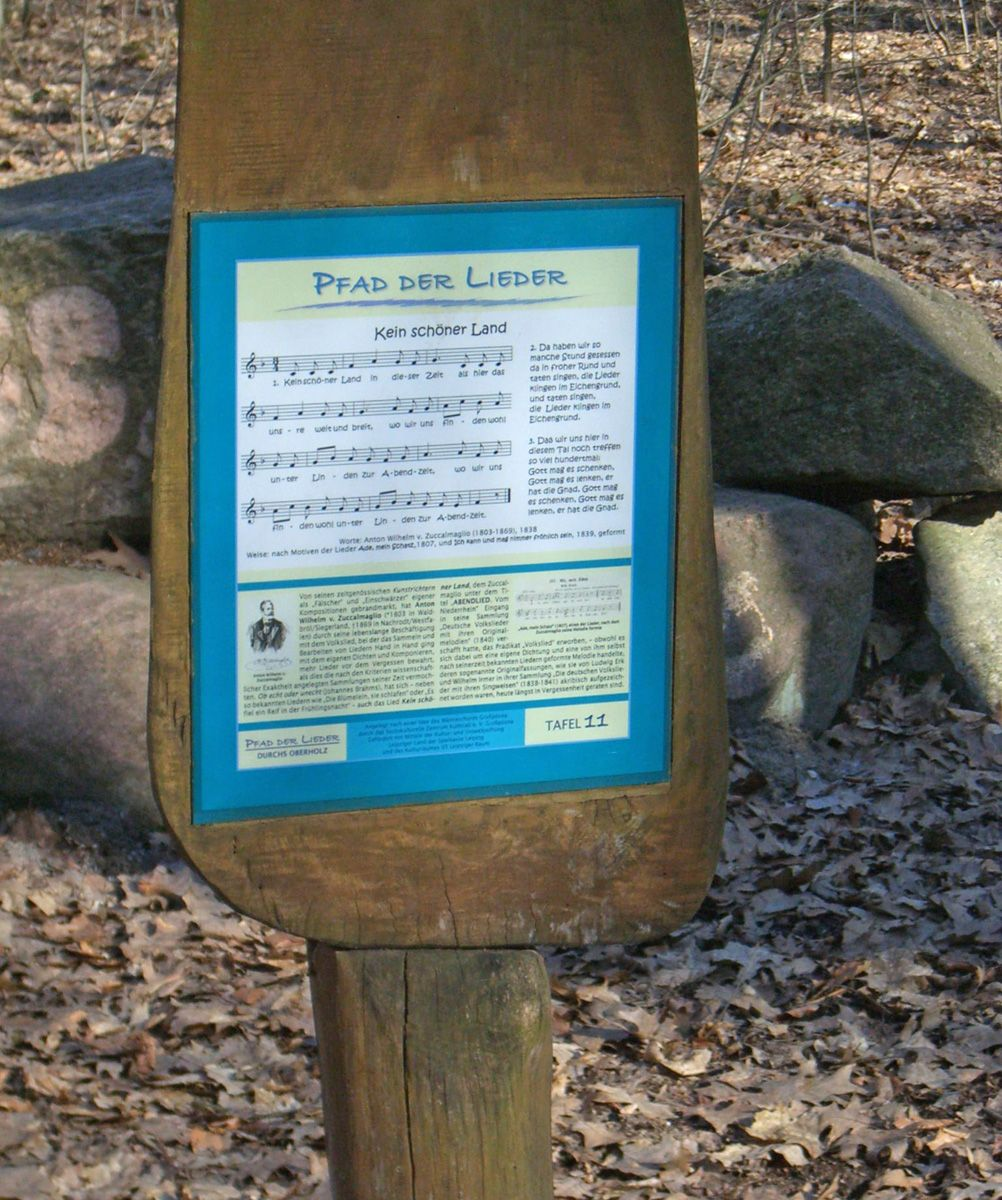
Liedertafel am „Pfad der Lieder“